# Курпфальцский камерный оркестр
Курпфальцский камерный оркестр (нем. Kurpfälzisches Kammerorchester) — германский камерный оркестр, базирующийся в Мангейме.
Основан в 1952 году дирижёром Ойгеном Бодартом как напоминание о придворной капелле Пфальцских курфюрстов, расцвет которой пришёлся на середину XVIII века (правление курфюрста Карла Теодора) и связан, прежде всего, с Мангеймской композиторской школой. Произведения авторов Мангеймской школы, в том числе редкие, вновь обнаруженные и реконструированные, традиционно занимают важное место в репертуаре оркестра, а серия его концертов традиционно проходит в Рыцарском зале Мангеймского дворца. В то же время наряду с Мангеймом оркестр постоянно выступает в Людвигсхафене, в связи с чем получает финансирование как от федеральной земли Баден-Вюртемберг, так и от федеральной земли Рейнланд-Пфальц. Оркестр также является базовым коллективом основанного одновременно с ним Шветцингенского музыкального фестиваля.

## Главные дирижёры
- Ойген Бодарт (1952—1958)
- Вольфганг Хофман (1959—1987)
- Клаус Петер Хан (1987—1991)
- Иржи Малат (1992—2002)
- Флориан Хейерик (2002—2004)
- Вольфрам Крист (2004—2008)
- Штефан Фраас (2009—2012)
- Иоганнес Шлефли (с 2013 г.)